# Atłasowiec czarny
Atłasowiec czarny (Phainopepla nitens) – gatunek ptaka z rodziny jedwabniczek (Ptiliogonatidae), jedyny przedstawiciel rodzaju Phainopepla. Zamieszkuje Meksyk i południowo-zachodnie USA.

## Podgatunki
Wyróżniono dwa podgatunki P. nitens:
- P. nitens lepida – południowo-zachodnie USA i północno-zachodni Meksyk.
- P. nitens nitens – południowy Teksas do północno-środkowego Meksyku.

## Morfologia
Długość ciała 18–21 cm, rozpiętość skrzydeł 27–29 cm. Masa ciała 17,9–28,1 g.
Samiec jest czarny z dużym białym lusterkiem na skrzydłach, samica – popielata. U obu płci występuje charakterystyczny czub na głowie i długi ogon. 

## Ekologia i zachowanie
Często lata wysoko; lot jest płynny, prostoliniowy, trzepoczący. Śpiew świergotliwy, rzadko słyszany; częściej odzywa się gwiżdżącym, zadziornym lerp.
Atłasowiec czarny zasiedla tereny zakrzaczone, zarośla nad brzegami rzek i na terenach podmokłych. Żywi się owadami chwytanymi w locie oraz owocami, zwłaszcza jemioły. 
W ciągu roku wyprowadza zwykle dwa lęgi. Gniazdo jest czarkowate, umieszczone na drzewie, budowane przez samca. Samica składa 2–3 jaja, które są wysiadywane przez oboje rodziców przez ok. 15 dni.

## Status
Międzynarodowa Unia Ochrony Przyrody (IUCN) uznaje atłasowca czarnego za gatunek najmniejszej troski (LC, Least Concern) nieprzerwanie od 1988 roku. Organizacja Partners in Flight w 2017 roku szacowała liczebność populacji lęgowej na 3,2 miliona osobników. Trend liczebności populacji uznawany jest za stabilny.